# هارتنهولم
هارتنهولم (به آلمانی: Hartenholm) یک شهر در آلمان است که در زگه‌برگ واقع شده‌است. هارتنهولم ۱٬۷۹۹ نفر جمعیت دارد.